# Sleep Is the Enemy
Sleep Is the Enemy – trzecia płyta długogrająca kanadyjskiego zespołu Danko Jones. Album został wydany w Europie, Kanadzie oraz USA.

## Lista utworów
1. Sticky Situation
2. Baby Hates Me
3. Don't Fall in Love
4. She's Drugs
5. The Finger
6. First Date
7. Invisible (gościnnie John Garcia z grupy Kyuss)
8. Natural Tan
9. When Will I See You Again
10. Time Heals Nothing
11. Sleep Is the Enemy
12. Choose Me (US Bonus Track)